# تفتان (بلوچستان)
تفتان (به انگلیسی: Taftan) یک منطقهٔ مسکونی در پاکستان است که در ناحیه چاغی واقع شده‌است. تفتان ۱۸٬۵۱۰ نفر جمعیت دارد.